# Якимах, Алексей Михайлович
Алексей Михайлович Якимах (1862—?) — российский педагог; действительный статский советник.
Происходил из дворян, сын офицера. В 1887 году окончил историко-филологический институт князя Безбородко в Нежине.
С 14 января 1908 года исполнял должность директора Кронштадтской гимназии, с 25 августа 1909 года по 10 сентября 1914 года был директором 4-й Киевской гимназии; затем был директором 1-й Житомирской гимназии.
Действительный статский советник с 1 января 1909 года. Был награждён орденами: Св. Станислава 2-й ст. (1902), Св. Анны 2-й ст. (1905), Св. Владимира 3-й ст. (1916).
Был женат и имел трёх сыновей.
Составил и издал очерк жизни и боевой службы майора (подполковника в отставке) Новороссийского драгунского полка Моисея Абрамовича Якимаха: «Один из скромных героев Отечественной войны и 2-й французской кампании» (Киев, 1912).